# プリンセスコネクト!
『プリンセスコネクト！』（英: Princess Connect!、略称：プリコネ）は、サイバーエージェントとCygamesが開発し、Amebaより2015年2月18日から2016年7月29日まで提供されていたソーシャルゲーム。
『ガールフレンド（仮）』を手がけるサイバーエージェントAmeba事業本部と、『神撃のバハムート』『グランブルーファンタジー』を代表作に持つCygamesの共同企画・開発によるタイトルで、両社の長所を活かしヒロインキャラクターとのコミュニケーションを主眼に置きつつ、ギルドバトルなどオンラインRPG的要素も盛り込まれている。

## 略歴
2014年11月26日から事前登録がスタート。2015年2月18日から配信がスタートし、同時に『神撃のバハムート』とのコラボレーションが行われることが発表された。
2015年3月25日からはiOS用のアプリ版が配信された。
2016年6月30日にサービスが終了することが発表されたが、ストーリーモードの最終章の実装のために終了日時延期され、2016年7月29日に終了した。
『プリンセスコネクト！ 〜プリンセスナイト争奪戦〜』（プリンセスコネクト プリンセスナイトそうだつせん）のタイトルで、小説が電撃オンラインにて公開された。著者は太田僚、監修はサイバーエージェント/Cygames。
続編『プリンセスコネクト！Re:Dive』がCygamesより2018年2月15日から配信されている。

## あらすじ
2033年、発達したVR技術により開発された、耳に装着するネットワークデバイス「mimi」が世間一般に普及していた。そして「mimi」を利用したフルダイブ型VRオンラインゲーム『レジェンドオブアストルム』（通称「アストルム」）では、アストルムを管理する超AIミネルヴァが全メディアに伝播したという「クリアすると現実世界で何でも願いが叶う」噂が流れており、それを求めて多くの人間がプレイしていた。
主人公は暇で別世界に行ってみたいという淡い願望こそあれど、アストルム自体は特に興味もなくプレイしてはいなかった。ところが公園で出会った女性・模索路晶によってmimiを強引に装着され、そのまま強制的にアストルムを始めさせられる。
最初は何が何だかわからなかった主人公だが、ナビゲーター妖精フィオの案内によって彼にはアストルムの仕様の中でも特異なジョブ「プリンセスナイト」という同じパーティーを組む少女たちの力を増大･解放させ、「ユニオンバースト」という秘技を発動させる能力があることを知る。
主人公はその場に居あわせたヒヨリ、ユイ、レイたちとギルドを結成し、最終的にラストダンジョン攻略後にプリンセスを誕生させるというゲームクリアを目指すこととなる。その中で、他のプリンセスナイトや、強大な「七冠」とも対峙していく。

## ゲームシステム

### ゲームモード
冒険
いわゆるクエストパートで、経験値の獲得をしていく。途中魔星獣（エリアボス）が出現することがある。
レイドバトル
冒険の途中に出現する魔星獣（エリアボス）を倒すことで経験値やアイテムなどを入手できる。
プリンセスバトル
ギルド同士のバトル。ギルドが指定した時間でプレイできる。30分ターン制で前衛、後衛に分かれて戦う。
ポテンシャル
レベルアップ時などに貯まるポテンシャルptを使用することで、攻撃力や防御力の向上など様々な能力を開花することができる。

### パートナー
本作に登場するヒロインキャラクターカードを「パートナー」と呼称する。パートナーはクエスト内あるいはガチャで入手できる。
特訓
他のカードを消費することで、パートナーのLvおよびパラメータを上げることができる。同じ名前のパートナーで特訓はできない。
覚醒
同じ名前のパートナー同士を合成することで覚醒前のパラメータを引き継ぐことができる。覚醒後のパートナーは現実世界での姿となる。
親愛度
パートナーとの親愛度を上げると親愛度ボーナスが受け取れ、これに応じてパラメータも向上する。
ストーリー
パートナーを入手、または覚醒することで各パートナーのストーリーが解放される。

## 登場人物
「プリンセスコネクト！」（無印・2015年版）に登場したキャラについて、名前はリアルでの本名を記す。無印のゲーム上での表記は本名が基本である。
「プリンセスコネクト！Re:Dive」（2018年版）ではアストルムが中心の世界観であるのに対し、「プリンセスコネクト！」（無印・2015年版）では現実世界が中心の世界観である、という点は注意を要する。「Re:Dive」でプレイヤー名表記が主になった理由は、プレイヤーが、自身の本名を含めた現実世界での記憶にアクセスできなくなったこと、また、そもそも現実世界の存在すら忘れられ、現実世界への帰還（すなわちアストルムというゲームからのログアウト）の手段も失われたことによる。（本編最終章及びRe:Diveメインストーリー参照）
2018年2月15日にサービスが開始された続編『プリンセスコネクト！Re:Dive』では多くの新しい人物が登場するが、彼らは、本項が紹介する「プリンセスコネクト！」（無印）の段階では未登場である。

### CUTE
草野 優衣（くさの ゆい）
声 - 種田梨沙
都立椿ヶ丘高校で主人公と同級生。アストルムでは、主人公が所属しているパーティメンバーの1人。アストルムでの属性は光。
茜 ミミ（あかね みみ）
声 - 日高里菜
うさぎが好きな小学生。アストルムでの属性は光。
倉石 恵理子（くらいし えりこ）
声 - 橋本ちなみ
薬剤の調合が得意な高校生。主人公の"運命の伴侶"。属性は闇。
桜井 望（さくらい のぞみ）
声 - 日笠陽子
人気アイドル。属性は炎。
上喜 しのぶ（かみき しのぶ）
声 - 大坪由佳
趣味は占い。属性は闇。
藤堂 秋乃（とうどう あきの）
声 - 松嵜麗
大実業家の娘。属性は炎。アストルムでのフルネームは、アキノ・ウィスタリア。
リマ
声 - 徳井青空
アルパカ。属性は風。
栗林 くるみ（くりばやし くるみ）
声 - 植田佳奈
演劇が趣味の小学生。属性は光。
綾瀬 ゆかり（あやせ ゆかり）
声 - 今井麻美
酒好きのOL。属性は水。
北条 綾音（ほうじょう あやね）
声 - 芹澤優
趣味はぬいぐるみ集め。相棒はぷうきち。属性は炎。
森近 鈴（もりちか りん）
声 - 小岩井ことり
都立椿ヶ丘高校所属。めんどくさがり屋。属性は風。
野戸 まひる（のと まひる）
声 - 新田恵海
お笑い芸人のたまご。属性は風。
風宮 より（かぜみや より）
声 - 原紗友里
ゲーム好きの中学生。風宮あかりの双子の姉。属性は水。
天野 すずめ（あまの すずめ）
声 - 悠木碧
佐々木咲恋の家のメイド。属性は光。
佐々木 咲恋（ささき されん）
声 - 堀江由衣
桜庭学院高校所属。無駄を省くことが好きなお嬢様。属性は炎。
ニノン・ジュベール
声 - 佐藤聡美
私立王林道高校所属。趣味は忍法開発。属性は炎。
霧原 かすみ（きりはら かすみ）
声 - 水瀬いのり
都立椿ヶ丘高校で、主人公の後輩。名探偵。属性は光。

### POP
春咲 ひより（はるさき ひより）
声 - 東山奈央
困っている人を助けるのが好き。アストルムで主人公と最初に知り合ったプレイヤーの1人。主人公が所属しているパーティメンバーの1人。属性は炎。
穂高 みそぎ（ほだか みそぎ）/ ミソギ
声 - 諸星すみれ
悪戯が好きな小学生。属性は風。
出雲 宮子（いずも みやこ）
声 - 雨宮天
プリンが好きな幽霊。属性は闇。
美波 鈴奈（みなみ すずな）
声 - 上坂すみれ
モデルの高校生。属性は炎。
姫宮 真歩（ひめみや まほ）
声 - 内田真礼
"マホマホ王国のプリンセス"。趣味はメルヘンな妄想。属性は炎。
愛川 美里（あいかわ みさと）
声 - 國府田マリ子
保母。属性は水。
虹村 雪（にじむら ゆき）
声 - 大空直美
趣味は鏡で自分を見ること。属性は水。
支倉 伊緒（はせくら いお）
声 - 伊藤静
都立椿ヶ丘高校の教師。属性は水。
衣之咲 璃乃（いのさき りの）
声 - 阿澄佳奈
主人公の"妹"。ことわざをよく間違える。属性は炎。
丹野 七々香（たんの ななか）
声 - 佳村はるか
趣味はアニメ鑑賞とグッズ収集。属性は風。
柊 杏奈（ひいらぎ あんな）
声 - 髙野麻美
属性は風。アストルムでのフルネームは、自称アンネローゼ・フォン・シュテッヒパルム。
織原 茉莉（おりはら まつり）
声 - 下田麻美
趣味はヒーローごっこ。属性は炎。
風宮 あかり（かぜみや あかり）
声 - 浅倉杏美
風宮よりの双子の妹。属性は炎。
喜屋武 香織（きゃん かおり）
声 - 高森奈津美
沖縄出身。属性は水。
柏崎 初音（かしわざき はつね）
声 - 大橋彩香
柏崎栞の姉。超能力者であることは秘密。属性は光。
繭宮 つむぎ（まゆみや つむぎ）
声 - 木戸衣吹
私立王林道中学校所属。属性は闇。
石橋 あゆみ（いしばし あゆみ）
声 - 大関英里
都立椿ヶ丘高校所属。主人公の後輩。属性は風。
？？？
声 - M・A・O
アストライア王国の王女、ユースティアナ・フォン・アストライア（ペコリーヌ）。属性は光。
「プリンセスコネクト！」(2015年版)では、最終章・サブストーリー「いつか、また会う日まで！」にて、名前・肩書きを伏せられた状態で、初心者プレーヤーとして登場する。

### COOL
士条 怜（しじょう れい）
声 - 早見沙織
私立王林道高校所属。フェンシングをしている。主人公が所属しているパーティメンバーの1人。属性は風。
安芸 真琴（あき まこと）
声 - 小松未可子
都立椿ヶ丘高校所属。草野優衣の親友。属性は水。
星野 静流（ほしの しずる）
声 - 生天目仁美
主人公の"お姉ちゃん"。属性は風。
柏崎 栞（かしわざき しおり）
声 - 小清水亜美
柏崎初音の妹。病弱である。属性は風。
白銀 純（しろがね じゅん）
声 - 川澄綾子
いつも仮面をつけている。属性は水。
玉泉 美咲（たまいずみ みさき）
声 - 久野美咲
趣味はファッション・コスメ集め。属性は闇。
宵ヶ浜 深月（よいがはま みつき）
声 - 三石琴乃
植物学者。アストルムの開発に少しだけ携わった。属性は炎。
イリヤ・オーンスタイン
声 - 丹下桜
吸血鬼。属性は闇。
大神 美冬（おおがみ みふゆ）
声 - 田所あずさ
趣味はアルバイトと節約。属性は水。
宮坂 たまき（みやさか たまき）
声 - 沼倉愛美
猫が好きなたい焼き屋。属性は風。
三角 千歌（みすみ ちか）
声 - 福原綾香
歌が得意。属性は水。
遠見 空花（とおみ くうか）
声 - 長妻樹里
趣味はネット小説を読むこと。属性は炎。
氷川 鏡華（ひかわ きょうか）
声 - 小倉唯
椿ヶ丘第一小学校所属。属性は水。
御久間 智（みくま とも）
声 - 茅原実里
剣道をやっている。清山学院中等部所属。属性は光。
双葉 碧（ふたば あおい）
声 - 花澤香菜
普段は植物が話し相手。友達を探している。属性は風。
大刀洗 流夏（たちあらい るか）
声 - 佐藤利奈
姉御。属性は水。

### 敵キャラクター
ラジクマール・ラジニカーント
声 - 杉山紀彰
ギルド「エターナルソサエティ」のギルドマスター。跳躍王（キングリープ）の異名を持つ「七冠（セブンクラウンズ）」。晶からはラジラジと呼ばれる。アストルムを管理するAIであるミネルヴァの開発者の一人。ノウェムやオクトーからは「教授」と呼ばれている。
異名にたがえない空間跳躍能力を持つ。最初に抗戦する彼はミネルヴァがアカウントを使用していたもので、本物は終盤に登場。性格は好戦的かつ嫌味な所があるものの、他者に対する最低限の配慮は持ち合わせている。
鬼道 大悟（きどう だいご）
声 - 中井和哉
ギルド「エターナルソサエティ」に所属するプリンセスナイト。いわゆる武闘派であり、拳を交えて戦う性格。かつては主人公と交戦していたが、終盤で共闘関係を結ぶ。
現実世界では名の知れた不良。
園上 矛衣未（そのうえ むいみ）
声 - 潘めぐみ
オクトーとコンビを組む少女。
現実世界では超能力者で、アストルムのスキルは彼女の超能力を元に作成された。
尾狗刀 詠斗（おくとう えいと）
声 - 子安武人
ノウェムとコンビを組む少年。
現実世界では主人公の通う学校の先輩（3年生）かつ生徒会長。
狂真咲 真軌（くるまざき まさき）
声 - 井上剛
ネネカのプリンセスナイトで、バクモンスターを造り出す能力を持つ。自身の抱く正義を信じて疑わない性格。
現実世界では警視庁の公安部に所属する刑事で、似々花の護衛を担当している。
現士実 似々花（うつしみ ねねか）
声 - 井口裕香
変貌大妃（メタモルレグナント）の異名を持つ「七冠」。
クリスティーナ・モーガン
声 - たかはし智秋
誓約女君（レジーナゲッシュ）の異名を持つ「七冠」。
千里 真那（せんり まな）
声 - 蒼井翔太
覇瞳皇帝（カイザーインサイト）の異名を持つ「七冠」。無印では己の野心のために動いており、最終決戦にて主人公たちの前に立ちはだかる。なお、Re:Diveでは幻境竜后（ビジョンズエンプレス）の権能まで用いこなせる。
一見女性のような容姿をしているが、現実世界では男性である。

### コラボキャラクター
モニカ・ヴァイスヴィント
声 - 辻あゆみ
『神撃のバハムート』からのゲストキャラクター。タイプはCUTE、属性は風。
ジータ
声 - 金元寿子
『グランブルーファンタジー』からのゲストキャラクター。タイプはCUTE、属性は炎。
島村 卯月（しまむら うづき）
声 - 大橋彩香
『アイドルマスター シンデレラガールズ スターライトステージ』からのゲストキャラクター。タイプはCUTE、属性は光。
本田 未央（ほんだ みお）
声 - 原紗友里
『アイドルマスター シンデレラガールズ スターライトステージ』からのゲストキャラクター。タイプはPOP、属性は炎。
渋谷 凛（しぶや りん）
声 - 福原綾香
『アイドルマスター シンデレラガールズ スターライトステージ』からのゲストキャラクター。タイプはCOOL、属性は水。

### その他
主人公
プレイヤーの分身となるキャラクター。晶によってアストルムを始め、プリンセスナイトとなる。台詞はあるがボイスはついていない。一人称は僕。最初期に出会ったヒヨリからは当初に騎士くん、ユイからは騎士クンと呼ばれており、その後各ヒロインからは様々な呼ばれ方をしている。両親は共に健在。
年相応だが、困ってる人は放ってはおけない性格。当初は無理やり始められたアストルムに戸惑う場面もあったが、多くのプレイヤーとの交流や戦いを通じて成長していく。
プリンセスナイトの戦闘指揮特化という仕様上、他のプリンセスナイトと同様にレベルが上がってもステータスが強化されずポテンシャルポイントのみ上昇するため、自分も戦う場合は基本的に素のプレイヤースキルで立ち回ることになる。
彼の持つ剣は、特異ともいえる対プリンセスナイト、および七冠戦のため晶が用意したもので、アストルム上では通常痛覚が支障の無い範囲で抑制されているが、この武器で攻撃した相手に対して現実世界と変わりない痛みを与え、それにより相手の行動や能力を阻害することが可能。また、倒した相手のアカウントを強制的に削除する機能も持つ。
フィオ
声 - 相坂優歌
主人公のナビゲーターとなる妖精。主人公に対して辛辣な対応も多い。
模索路 晶（もさくじ あきら）
声 - 沢城みゆき
主人公をアストルムに無理矢理導いた謎の女性。普段はクレープ屋台を営んでいる。
その正体は、迷宮女王（クイーンラビリンス）の異名を持つ「七冠」で、ミネルヴァ開発者の一人。七冠同士の敵対関係状態から上記の経緯を経る。
ミネルヴァ
声 - 大関英里
アストルムを管理する人工知能。国連に当たるウィズダムの管理下を脱して、初めにクリア者の願いをかなえるというアストルムへの参加を促した。

## 主題歌
「つなぐもの」
ユイ（種田梨沙）、ヒヨリ（東山奈央）、レイ（早見沙織）が歌うテーマソング。作詞は利根川貴之、作曲は利根川貴之、坂和也、編曲はDr.Usui、坂和也&Wicky.Recordingsが担当。

## インターネット生放送
『優歌と樹里のプリンセスチャンネル』（ゆうかとじゅりのプリンセスチャンネルチャンネル）のタイトルで、ニコニコ生放送およびYouTubeにて配信。パーソナリティは相坂優歌（フィオ 役）、長妻樹里（遠見空花 役）の2人。
事前放送として第0回放送（特別編）が5月24日に放送され、5月31日から本放送が配信された。毎週日曜日更新。第5回までは20時から配信されていたが、第6回からは21時30分からの配信となった。